# Oto Jurģis
Oto Jurģis (ur. 12 lipca 1904, zm. 7 października 1973 w Rydze) – łotewski lekkoatleta specjalizujący się w  rzucie oszczepem, olimpijczyk.

## Życiorys
Zajął 4. miejsce w rzucie oszczepem na mistrzostwach Europy w 1934 w Turynie. Na igrzyskach olimpijskich w 1936 w Berlinie awansował do finału tej konkurencji, w którym zajął 13. miejsc.
Był mistrzem Łotwy w rzucie oszczepem w latach 1927–1930 i 1933–1938, w rzucie oszczepem oburącz w latach 1928–1930 oraz w pięcioboju w 1930.
13 razy poprawiał rekord Łotwy w rzucie oszczepem od odległości 56,57 m w 1928 do 67,68 m (19 sierpnia 1934 w Rydze). Był to najlepszy wynik w jego karierze.
W 1949 został zesłany na Syberię. W latach 50. powrócił na Łotwę, gdzie pracował jako trener. Jego podopiecznymi były m.in. Inese Jaunzeme, Leolita Bļodniece, Tatjana Żigałowa i Elvīra Ozoliņa.